# Bataille de Caen
Pour les articles homonymes, voir Siège ou bataille de Caen.
Seconde Guerre mondiale
Batailles
Opérations de débarquement (Neptune)
- Tonga (Deadstick, Batterie de Merville)
- Albany (Chicago, Manoir de Brécourt)
- Boston (Detroit)
- Utah Beach
- Omaha Beach (Pointe du Hoc)
- Gold Beach
- Juno Beach
- Sword Beach

Secteur anglo-canadien
- Caen
- Authie
- Perch (Villers-Bocage)
- Putot
- Bretteville-l'Orgueilleuse
- Norrey
- Mesnil-Patry
- Martlet
- Epsom
- Windsor
- Charnwood
- Jupiter
- Atlantic
- Goodwood
- Crête de Verrières
- Spring
- Bluecoat
- Totalize
- Tractable

Secteur américain
- Carentan
- Cotentin
- Cherbourg (Bombardement)
- Bataille des Haies (Elle, Saint-Lô, La Haye-du-Puits)
- Cobra
- Mortain

Fin de la bataille de Normandie et libération de l'Ouest
- Rennes
- Saint-Malo
- Brest
- Poche de Falaise
- Chambois
- Paris

Mémoire et commémorations
- Cimetières militaires de la bataille de Normandie
- Commémorations du 70e anniversaire
- Projet UNESCO de classement des plages

La bataille de Caen désigne les différents combats qui ont suivi le débarquement en Normandie à l'été 1944 (de juin à août) afin de permettre aux Alliés de prendre la « capitale normande ».

## Contexte
Après le débarquement sur les plages du Calvados et de la Manche, l'un des objectifs majeurs des Alliés est la prise de la ville de Caen, puis celle du port de Cherbourg. Caen est un nœud de communication, la clé des opérations vers la Seine et donc vers Paris. Les plaines aux abords de Caen doivent également permettre la construction d'aérodromes et sont très favorables aux mouvements de blindés.
Le plan initial prévoyait la prise de Caen dès le 6 juin au soir. Il faudra finalement six semaines et quatre offensives pour que les Alliés enlèvent à l'ennemi ce qui reste de la ville.

## Encerclement
Le soir du 6 juin, les Alliés sont totalement bloqués. L'essentiel des unités blindées allemandes ont été rassemblées pour tenir les points de fixation : les chars de la 21e Panzerdivision, renforcés dans la nuit par ceux de la 12e SS Hitlerjugend ont formé un barrage infranchissable pour les troupes canadiennes de la 3e D.I et britanniques de Montgomery, chargées de s'emparer de Caen.
Constatant que les premiers assauts frontaux se sont soldés par des échecs et une violence inouïe (massacre de l'abbaye d'Ardenne contre les Canadiens de la 3e division d'infanterie), Montgomery se lance alors dans la planification d'une série d'offensives ayant pour but de contourner Caen par l'ouest et de prendre l'armée allemande à revers.
Face au général Montgomery qui engage la 2e armée britannique (forte de 150 000 hommes et de trois divisions blindées) se trouve son ancien adversaire d'Afrique, le Generalfeldmarschall Rommel, qui commande le groupe d'armées B. Les troupes sous uniforme allemand sont hétéroclites car composées notamment de Russes ainsi que de personnes d'une cinquantaine d'années et d'adolescents de parfois seulement quinze ans.
Rommel défend Caen avec la 7e armée et le Panzergruppe West (100 000 hommes, dont sept divisions blindées).
Sur une période de six semaines, cinq offensives alliées vont se succéder.

### OpérationPerch(7-15 juin)

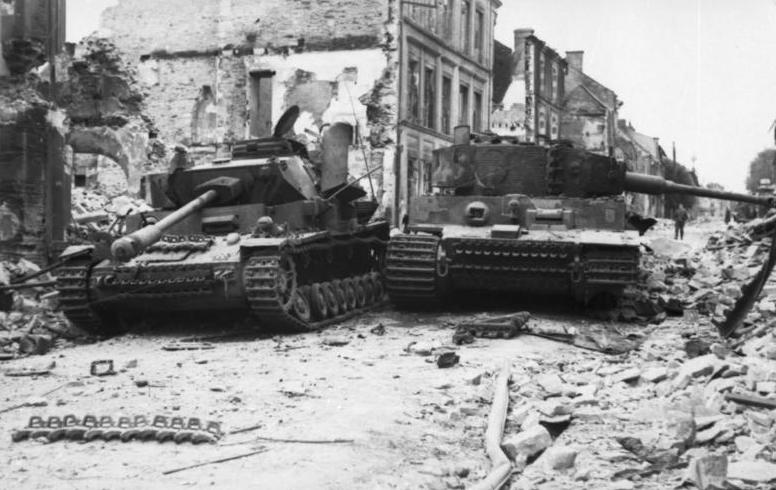
Un Panzer IV et un Tiger I détruits à Villers-Bocage.

Les Britanniques lancent le premier assaut le 7 juin. L'opération Perch doit permettre d'encercler la ville par l'ouest mais les troupes menant l'assaut sont bloquées le 9 juin, devant Tilly-sur-Seulles, par la Panzer Lehr du général Fritz Bayerlein.
Montgomery engage alors la 7e division blindée : elle est à son tour arrêtée le 13 juin dans Villers-Bocage par le détachement de Michael Wittmann comprenant des chars Tigre, mastodontes d'acier de plus de 56 tonnes, accompagnés par quelques Panzer IV.
Le 15 juin, Bernard Montgomery doit se rendre à l'évidence : l'opération Perch est un échec.
Parallèlement, une tempête détruit l'un des ports mulberries et endommage l'autre, provoquant des difficultés d'approvisionnement et l'annulation de l'offensive programmée pour le 18.

### OpérationEpsom(25 juin-1erjuillet)

Soldats britanniques évacuant des blessés au cours de l'opération Epsom.

Montgomery lance sa deuxième offensive le 25 juin : une attaque de « grand style » en direction de l'Odon, entre Tilly-sur-Seulles et Caen qui mobilise 90 000 hommes.
La rivière est franchie le 27 juin, mais l'avance est une nouvelle fois arrêtée par l'arrivée de deux divisions blindées SS dans le secteur de la cote 112.
Modeste colline, la cote 112 va faire revenir les combattants au temps de la Grande Guerre : des soldats, enterrés dans des tranchées, attaquent et contre-attaquent, subissant de lourdes pertes. Les Britanniques vont faire perdre la quasi-totalité de leurs chars aux Allemands au cours de cet affrontement.

### Opération Windsor (4-5 juillet)

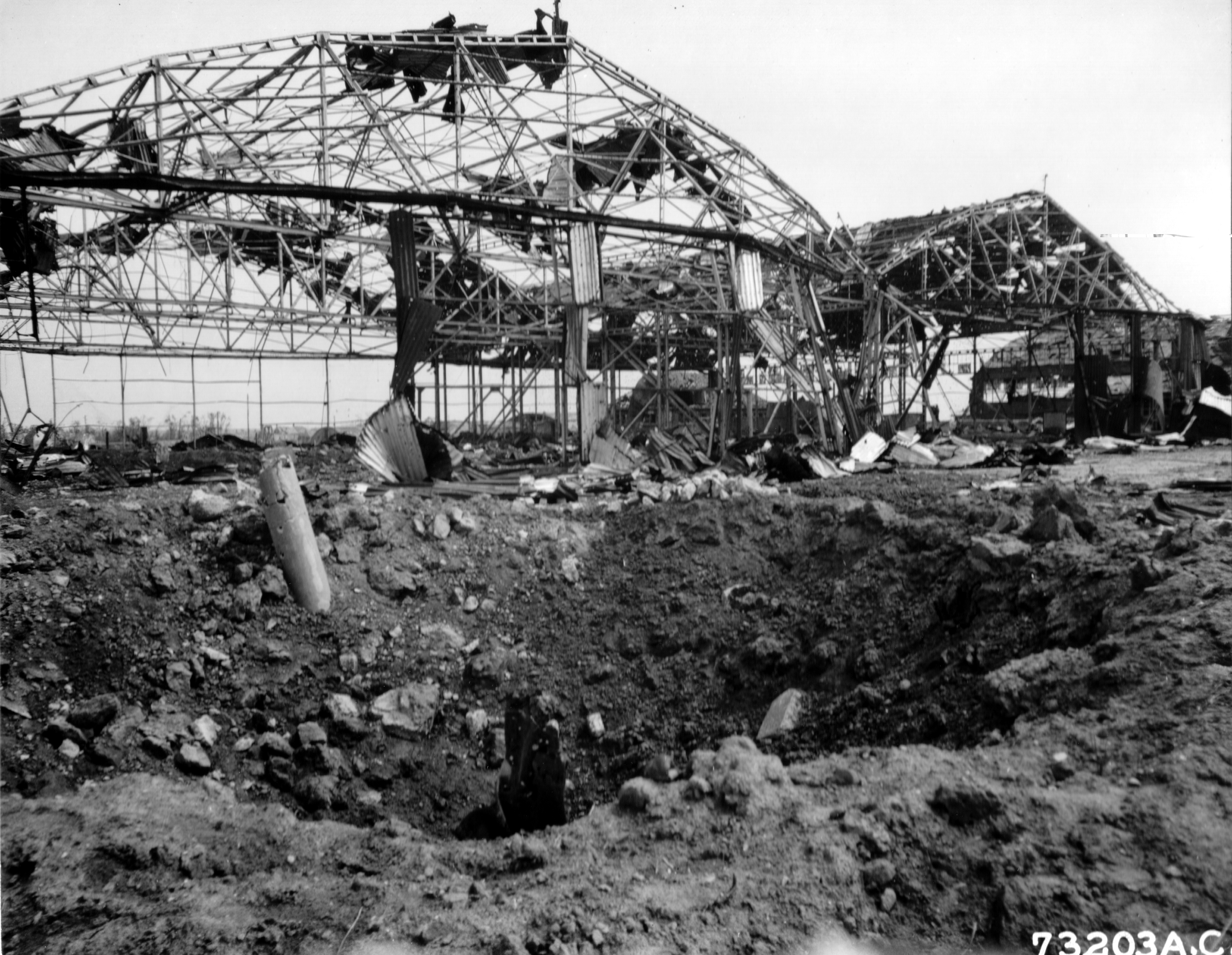
Ruines des hangars de l'aérodrome de Carpiquet après les bombardements.

L'objectif est de s'emparer de la ville normande de Carpiquet et du terrain d'aviation adjacent. Après d'importants combats, souvent au corps à corps, et malgré de lourdes pertes, les Canadiens conquièrent la ville. L'aérodrome reste aux mains des Allemands.

## Attaque frontale

### OpérationCharnwood(7-9 juillet)

Bombardement de Caen le 7 juillet 1944-.

Le but de cette nouvelle opération n'est plus de contourner Caen mais d'y pénétrer. N'ayant pas rassemblé assez d'artillerie lourde, les Alliés choisissent d'employer l'aviation afin de préparer les opérations au sol. Les bombardiers lourds doivent saturer les faubourgs nord de la ville afin de détruire l'infanterie, les positions d'artillerie et de couper les Allemands de leurs arrières.
Le 7 juillet, de 21 h 50 à 22 h 30, 460 bombardiers de la Royal Air Force larguent plus de 2 500 tonnes de bombes explosives, puis un pilonnage intensif des positions allemandes est effectué : entre 300 et 400 civils français sont tués.
De ce chaos, de nombreux soldats allemands sortent hébétés. Certains régiments sont anéantis, d'autres unités sont isolées. La 16e division de campagne de la Luftwaffe, frappée de plein fouet par le bombardement aérien, perd 75 % de son effectif. La 12e Panzerdivision SS ne compte plus qu'un seul bataillon. Malgré ces pertes, les Allemands ne se découragent pas et les combats restent acharnés. La masse des décombres qui s'ajoutent aux énormes cratères empêche une progression rapide sur le terrain des blindés britanniques.
Le 8 juillet, à 4 h 20, trois divisions britanniques et canadiennes attaquent la ville, soutenues par trois brigades blindées : Rommel donne alors l'ordre de déplacer toutes les armes lourdes sur la rive sud de l'Orne.
Les Canadiens de la 3e Division d'infanterie délogent les SS de Buron et d'Authie, tandis que les Britanniques brisent les dernières résistances devant Lébisey. Au soir, les Allemands commencent à décrocher. Le 9 juillet au matin, les Canadiens enlèvent Carpiquet, Saint-Germain-la-Blanche-Herbe, Venoix, la Maladrerie et pénètrent enfin dans Caen. La destruction des ponts sur l'Orne les oblige à arrêter leur progression.
Plus à l'est, les Britanniques avancent lentement dans les rues rendues méconnaissables par les ruines causées par les bombardements à répétition.
Le 9 juillet, la rive gauche de Caen est libérée.

### OpérationJupiter(10-11 juillet)
L'opération Jupiter  s'est déroulée les 10 et 11 juillet 1944. Elle fit suite à l'échec de l'opération Epsom et avait pour but initial de prendre la côte 112 et les ponts de l'Orne au Sud de Caen. Après avoir franchi l'Odon, l'opération se solda par un nouvel échec : et les combats pour la prise de la ville d'Éterville bloquèrent l'élan des blindés britanniques et la côte 112 prise dut être abandonnée.

### OpérationsGoodwoodetAtlantic(18-20 juillet)

Un char Sherman et un Crusader AA Mk III au cours de l'opération Goodwood.

Le 19 juillet, les Anglais et les Canadiens, guidés par les FFI, investissent les quartiers de la rive droite. Caen est entièrement libérée le 20, l'ennemi restant encore à ses portes : par une puissante attaque blindée à l'est, Montgomery lance l'opération Goodwood qui se solde par un échec.

## Conséquences sur la population
Conséquence de la stratégie de bombardements aériens intensifs entre le 6 juin et le 19 juillet, entre 2 000 à 3 000 habitants de la ville sont tués ; 2 300 tonnes de bombes se sont abattus sur la ville en soixante dix-huit jours créant un chaos urbain.
À la fin de la bataille, la population de Caen est passée de 60 000 à 17 000. 
Caen et de nombreuses villes et villages environnants ont été pour la plupart détruits ; l'université de Caen (fondée en 1432 par Jean de Lancastre) est rasée. Les bâtiments ont été reconstruits après la guerre et l'université a adopté le phénix comme symbole.
Environ 35 000 habitants se sont retrouvés sans abri après les bombardements alliés qui, par leur violence, laissent de profonds traumatismes et des ressentiments parmi la population.